# Olof Thorwald Ohlsson

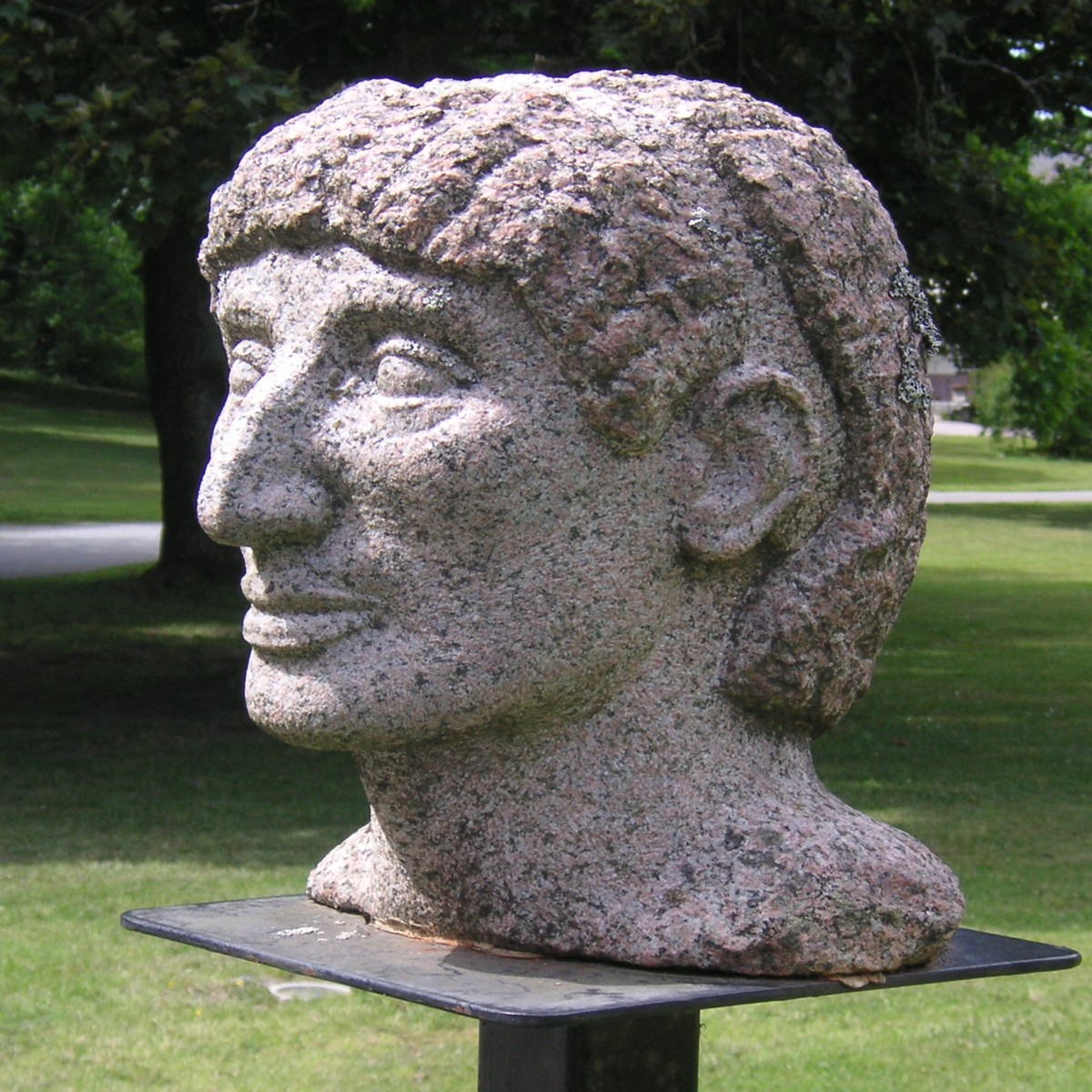
Marie Louise i Blackeberg i Stockholm.

Olof Thorwald Ohlsson, född 1903, död 1982, var en svensk skulptör.
Åren 1931–1933 utbildade sig Olof Thorwald Ohlsson på Tekniska skolan i Stockholm under Bror Hjorth, och 1933–1939 vid Kungliga Konstakademien. Därefter utbildade han sig i Paris hos Nils Möllerberg.
Ohlsson modellerade porträttbyster, figurer från Egypten, Indien och Kina. Vidare modellerade han Mälardrottningen, Danae och Vardagssymfoni, samt Romeo och Julia 1997, vars huvuden är huggna ur samma granitstycke, nacke mot nacke. I Shakespeares pjäs tillåts de inte leva tillsammans och här kan de inte ens se varandra. Tidigare var skulpturen placerad på Karl XII:s torg vid Operan, men efter en planändring där 1997 flyttades verket till Vasaparken.
Skulpturen Hushållssemester 1973 visar en medelålders kvinna i sommarklänning med en liten resväska i handen, på väg att resa bort. Begreppet "Husmorssemester" kanske inte används längre, men att kvinnor fortfarande oftast har huvudansvar för hushållet och skulle behöva slippa det gäller ännu.
Ohlsson fick många nationella och internationella utmärkelser. År 1966 fick han en guldmedalj i Bryssel och blev vald till hedersmedborgare där.
I Stockholmstrakten är han väl representerad i offentliga parker, bland annat i Hjorthagen, i Tessinparken, i Tensta, i Västertorp och i Kungsträdgården. I Ljunglöfska parken i Blackeberg finns sju skulpturer i granit och två av brons uppställda kring en fontän av porfyr.

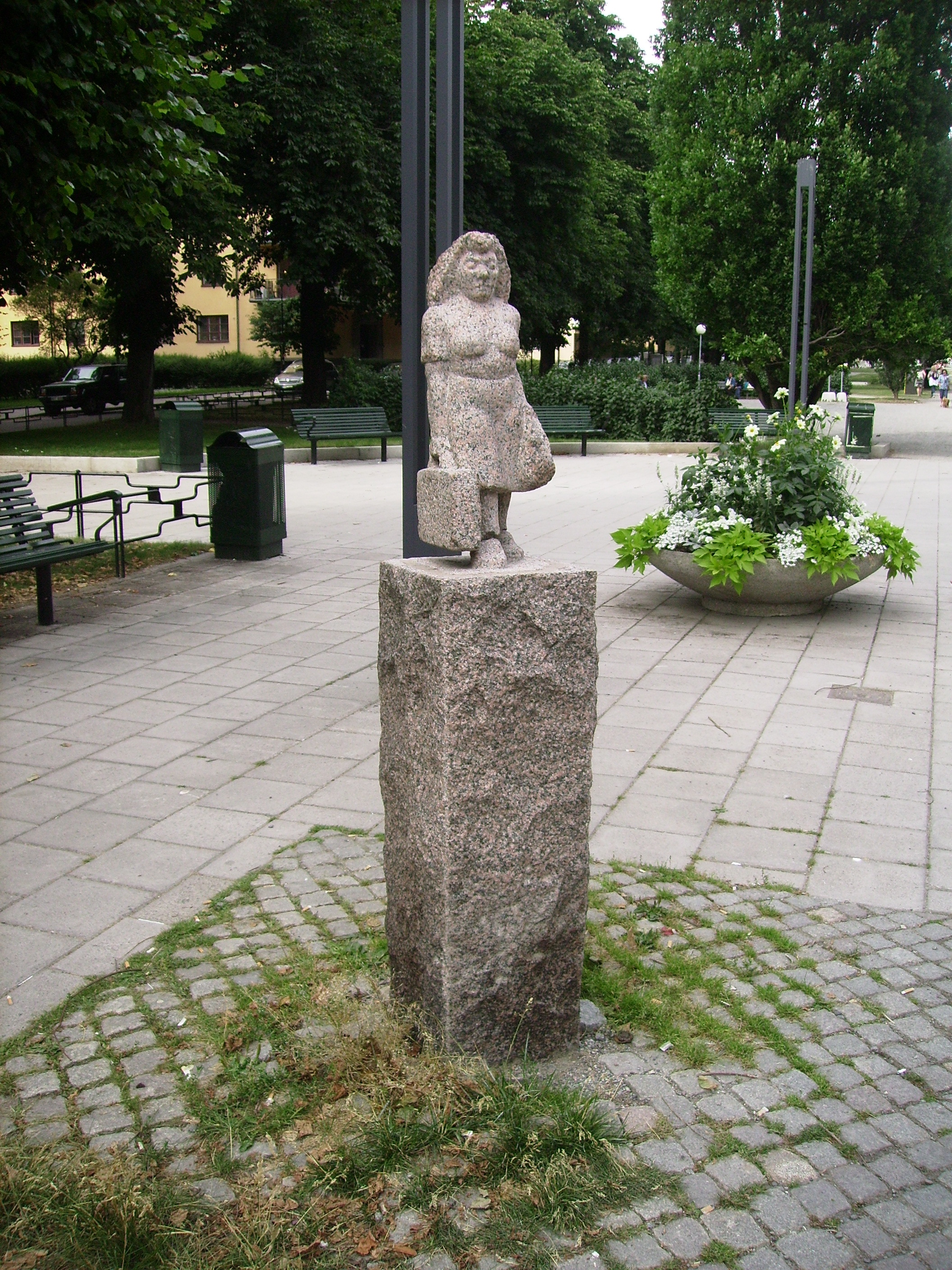
Husmorssemester i Tessinparken i Stockholm.

## Representerad
Ohlssons arbeten finns även på Nationalmuseum och på olika museer i Europa. Han finns även representerad i Tessinsamlingen.
Hans verk Örnen inköptes av konung Gustaf VI Adolf 1953 och tillhör idag kung Carl XVI Gustaf och är placerat på Solliden på Öland.
Livsmedelsverket i Uppsala hyr sedan många år av dödsboet fem graniter för utsmyckning av sina lokaler.

## Bildgalleri

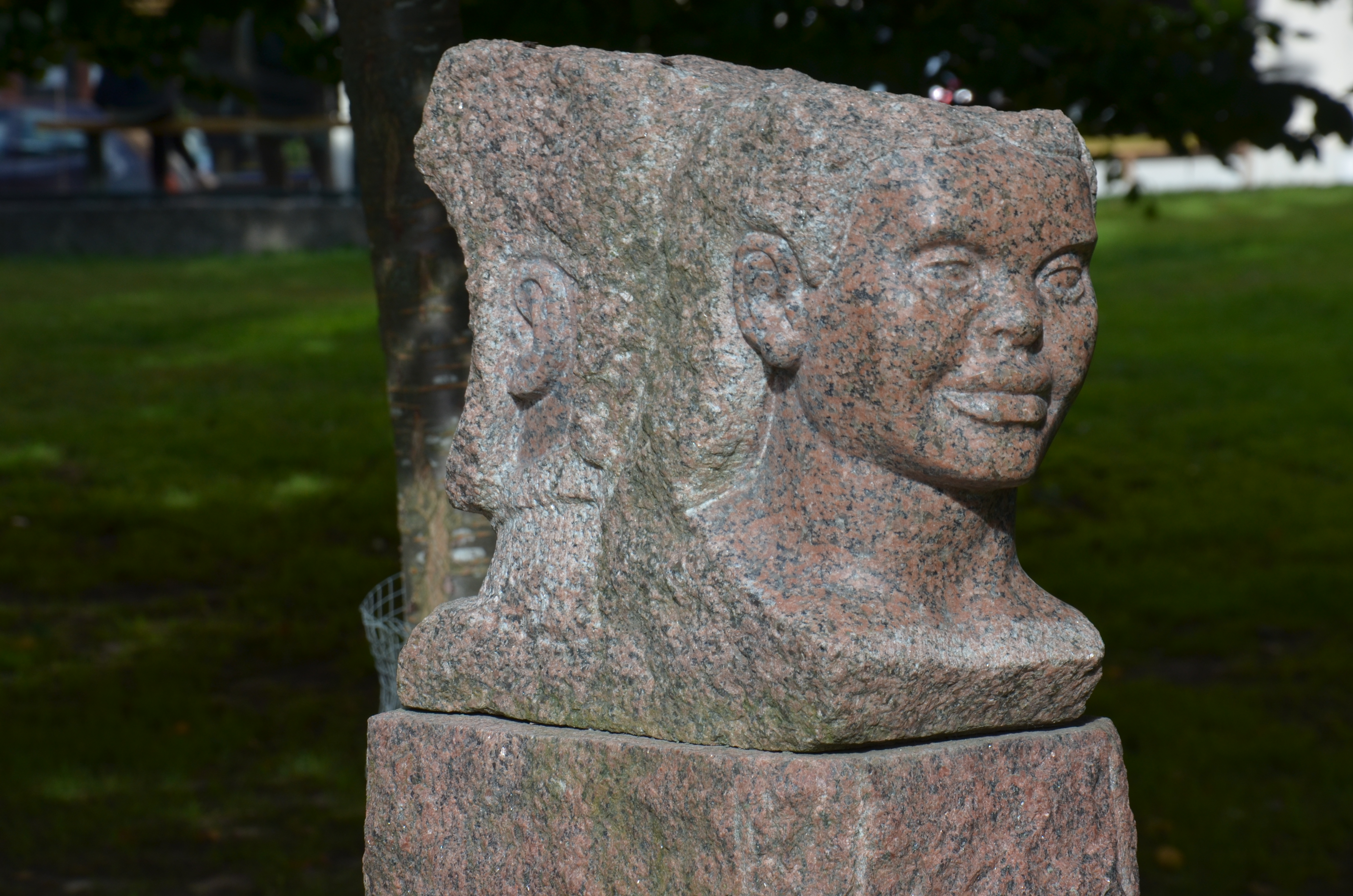
Romeo och Julia, granit, i Vasaparken i Stockholm.
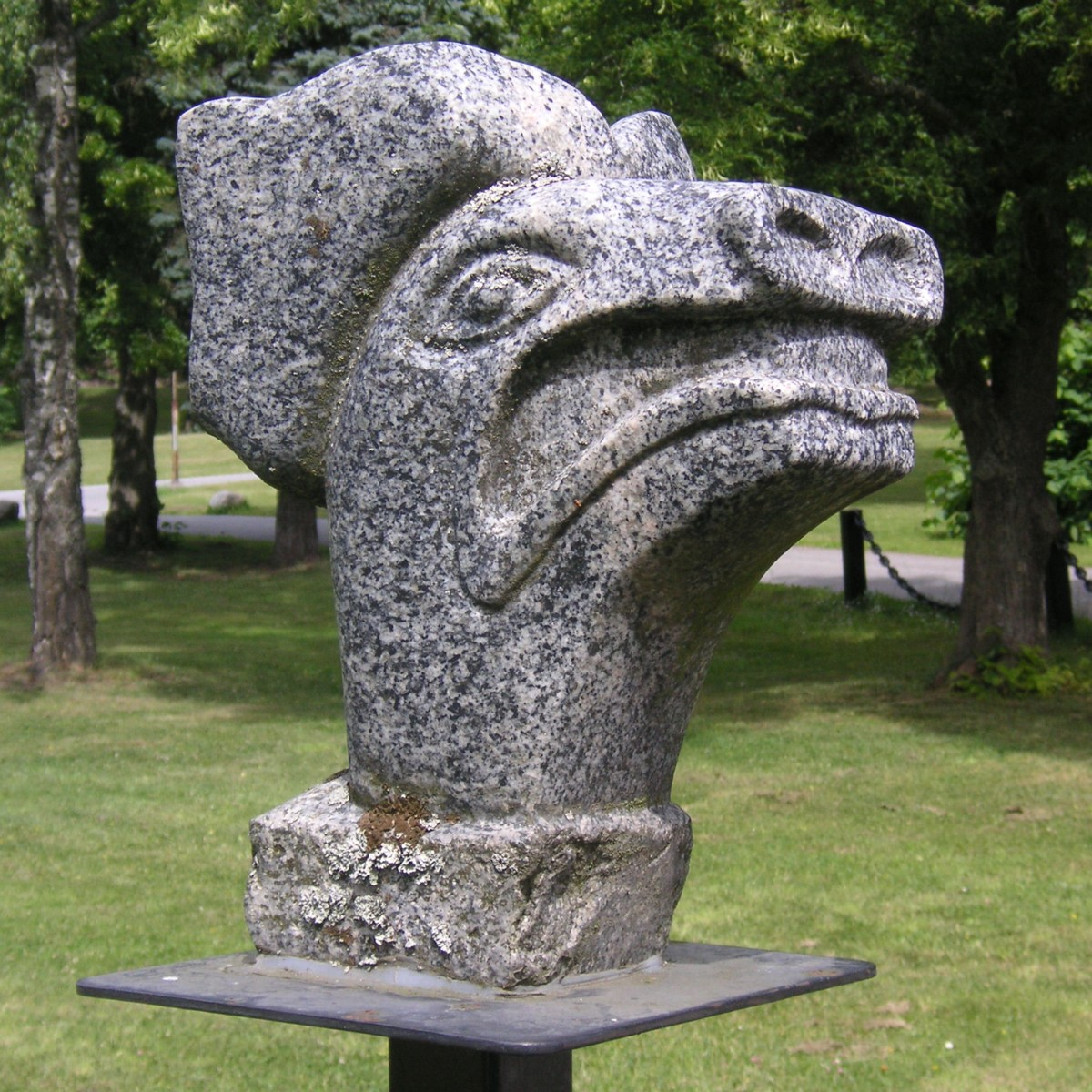
Skapande fantasi, granit, i Ljunglöfska slottets park i Blackeberg i Stockholm.
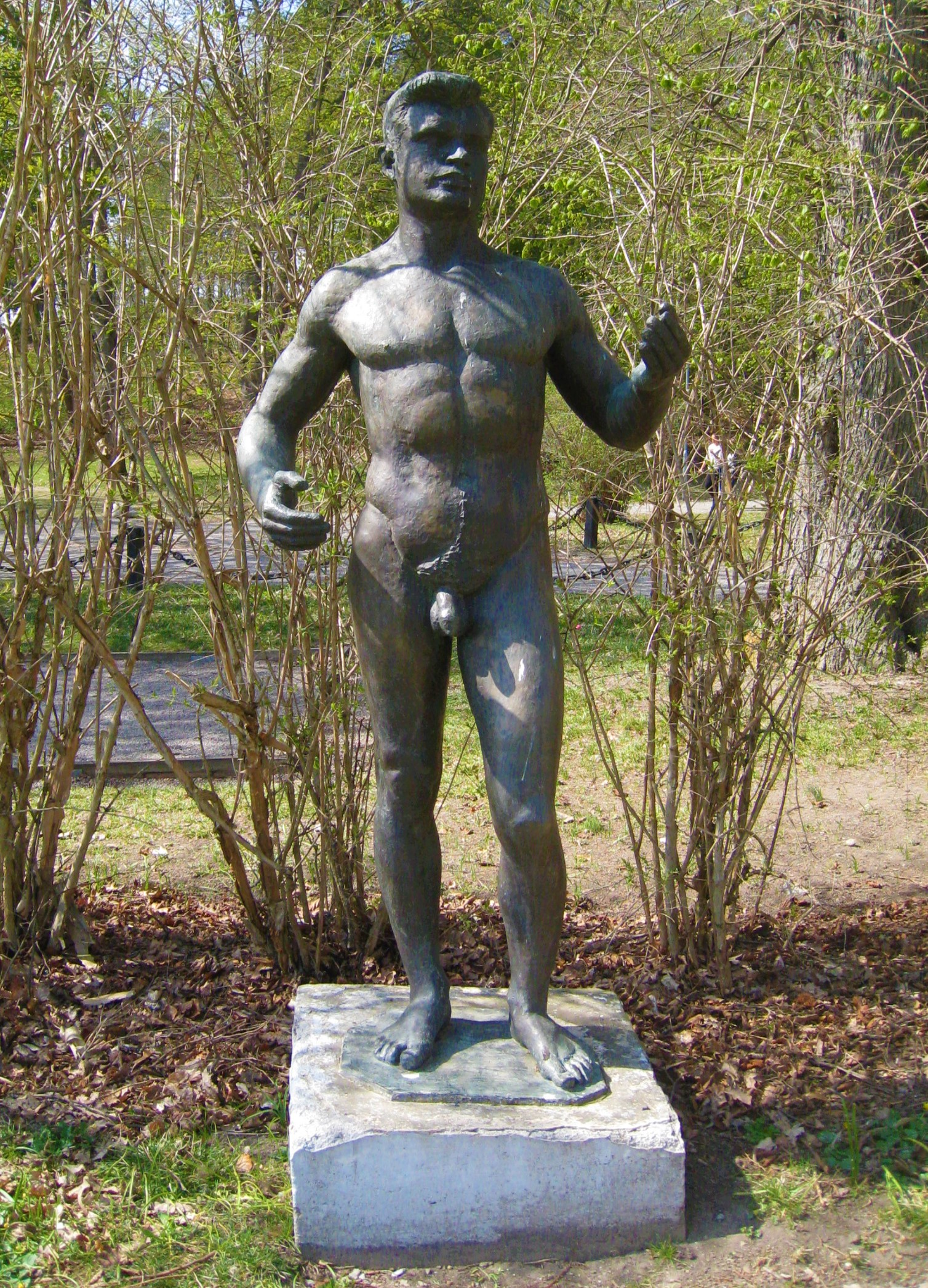
Bronsskulptur Adam i Ljunglöfska slottets park i Blackeberg.
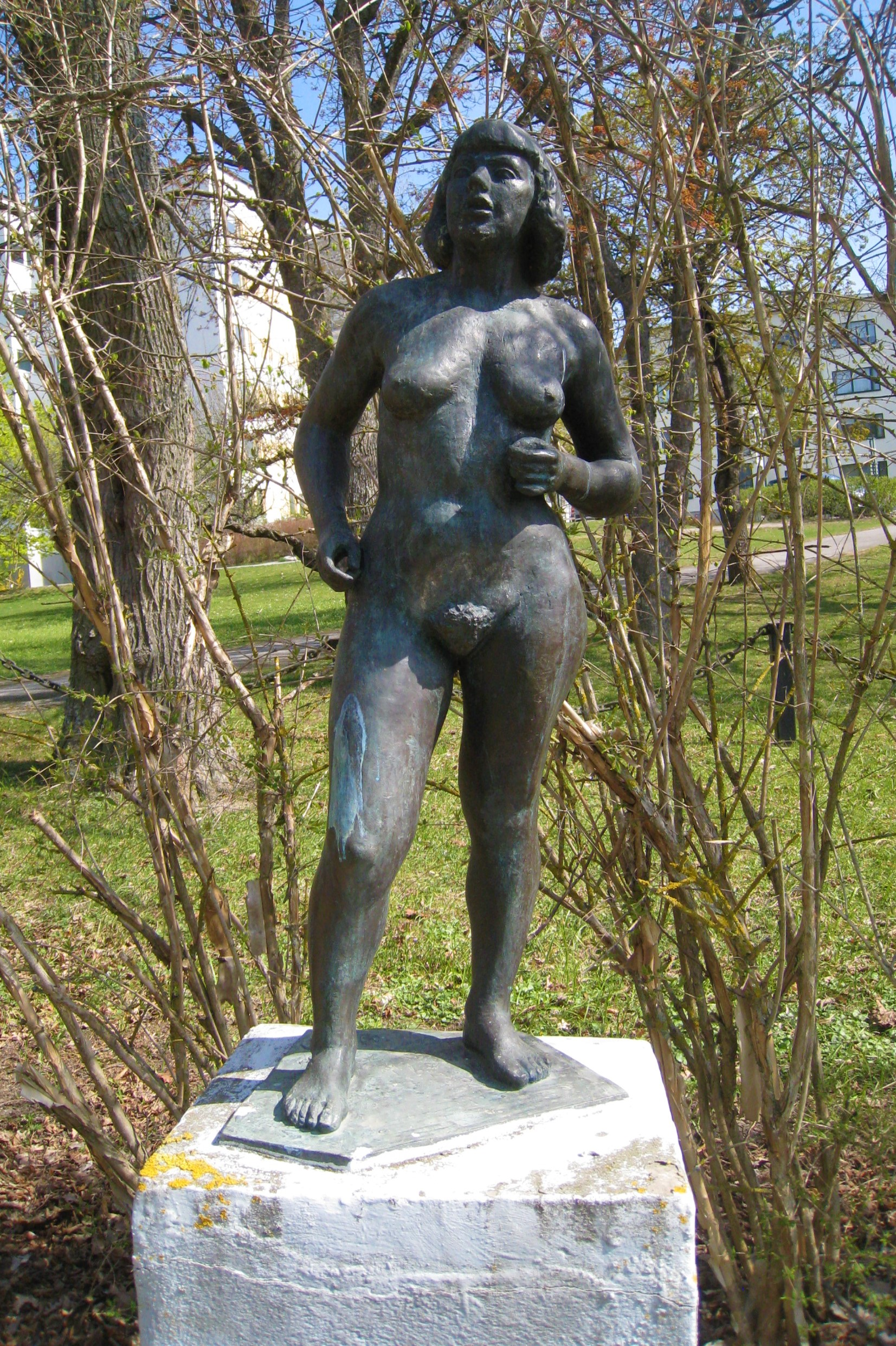
Bronsskulptur Eva i Ljunglöfska slottets park i Blackeberg.
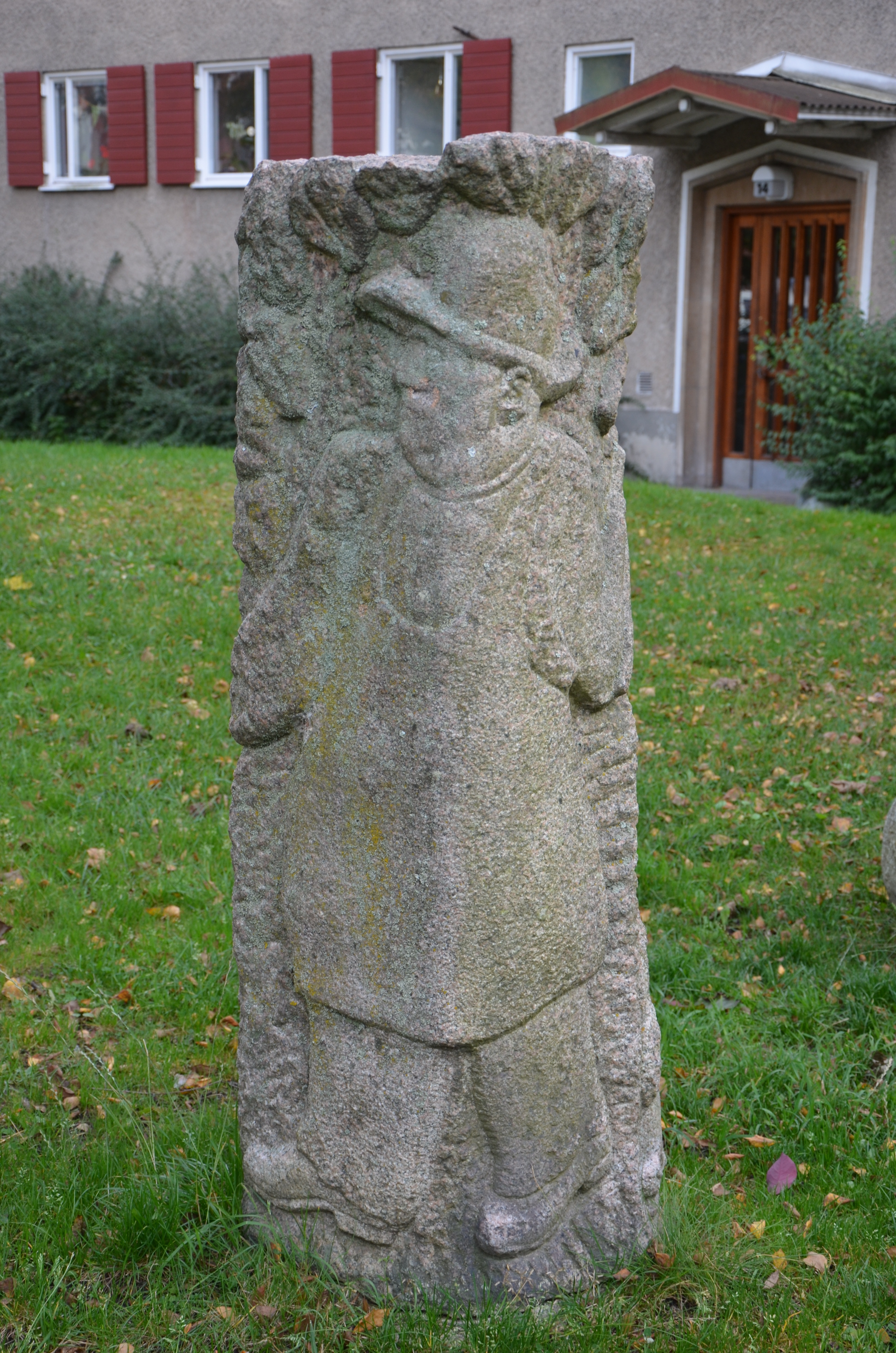
Körkarlen i Västertorp i Stockholm